# Анхальт, Эдна
Э́дна А́нхальт (англ. Edna Anhalt), в девичестве — То́мпсон (англ. Thompson; 10 апреля 1914, Нью-Йорк, Нью-Йорк, США — 1987, США) — американская сценаристка и кинопродюсер. Лауреат премии «Оскар» (1951) в номинации «Лучший литературный первоисточник» за фильм «Паника на улицах» (1950), номинантка на премию (1953) в той же категории за фильм «Снайпер» (1952).

## Биография и карьера
Эдна Томпсон родилась 10 апреля 1914 года в Нью-Йорке (штат Нью-Йорк, США).
Вместе с тогдашним мужем Эдвардом Анхальтом она достигла значительных успехов на 10-летнем отрезке с 1947 года до ухода из профессии в 1957 году. На этом отрезке времени она получила премию «Оскар» за фильм 1950 года «Паника на улицах» Элиа Казана и ещё одну номинацию два года спустя за «Снайпера». Она также написала сценарии к фильмам «Участник свадьбы» (1952), «Не как чужой» (1955) и «Гордость и страсть» (1957), прежде чем перестать писать после развода в 1956 году.
Анхальт умерла в 1987 году в США.

## Избранная фильмография
- 1950 — «Паника на улицах» / Panic in the Streets (сценарист)
- 1952 — «Снайпер» / The Sniper (сценарист, продюсер)
- 1957 — «Гордость и страсть» / The Pride and the Passion (сценарист)